# Régis Courtecuisse
Pour les articles homonymes, voir Courtecuisse.
Régis Courtecuisse, né le 30 avril 1956 à Douai, est un mycologue français, docteur en pharmacie de l'université Lille-II et docteur en sciences de l'université Paris-Sud.
Il est actuellement professeur à la Faculté des sciences pharmaceutiques et biologiques de l'université Lille-II. Il est considéré comme l'un des plus grands mycologues actuels, et ses travaux font autorité dans le monde entier. Il a grandement contribué à dépoussiérer la classification traditionnelle des champignons. Il a été élu de 2006 à 2017 président de la Société mycologique de France.

## Principaux ouvrages
- 1986 : Clé de détermination macroscopique des champignons supérieurs des régions du Nord de la France (CRDP Amiens).
- 1991 : Premier atlas microphotographique pour l'expertise et le contrôle des champignons comestibles et leurs falsifications (Montpellier).
- 1992 : La classification des champignons : schéma général et points de repère (Bulletin de la Société mycologique du Nord).
- 1993 : Guide de poche des champignons (Delachaux & Niestlé).
- 1994 : Les Champignons de France. Guide encyclopédique : 160 planches, 3200 illustrations en couleurs, 1751 espèces, textes Régis Courtecuisse, illustrations Bernard Duhem, 447 p. (Eclectis).
- 1994-2000 : Guide des champignons de France et d'Europe (Delachaux & Niestlé).
  - Guide des champignons de France et d'Europe Régis Courtecuisse et Bernard Duhem (illustrations), 1752 espèces décrites et illustrées, Paris, Delachaux et Niestlé, coll. « Les Guides du Naturaliste », 10/2013 (2e édition), 544 p.  (ISBN 978-2-6030-1691-6)
- 1999 : Mushrooms & Toadstools of Britain and Europe (Collins).
- 1999 : Mushrooms of Britain & Europe (Delachaux & Niestlé).
- 2000 : Photo-guide des champignons d'Europe (Delachaux & Niestlé).
- 2005 : Guía de los Hongos de la Península Ibérica, Europa y Norte de África (Omega).